# کدکس واتیکانوس

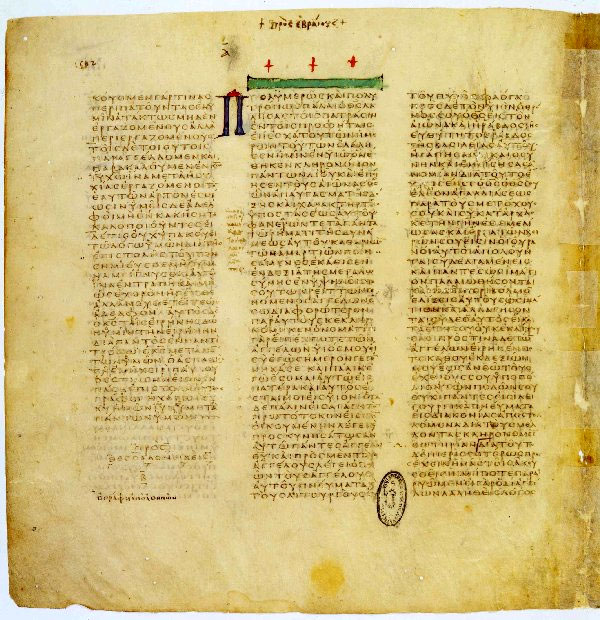
صفحه از کدکس واتیکانوس; پایان 2 تث و آغاز عبری

کدکس واتیکانوس (انگلیسی: Codex Vaticanus) (کتابخانه واتیکان،  Vat. gr. 1209), دست‌نوشته‌های کتاب مقدس، نسخه خطی مسیحی قرن چهارم از یک کتاب مقدس یونانی است که شامل اکثر عهد عتیق یونانی و اکثریت عهد جدید یونانی است. این یکی از چهار کد بزرگ یک دوازدهمی است: ۶۸ همراه با کدکس الکساندرینوس و سینائیه، یکی از قدیمی‌ترین و کامل‌ترین نسخه‌های خطی کتاب مقدس است. قدمت کدکس از نظر کتیبه‌شناسی به قرن چهارم می‌رسد.